# Свидеба
Свидеба (груз. სვიდება) — село в Грузии, в муниципалитете Лагодехи края Кахетия. 

## География
Село расположено в восточной части края, в 13 километрах по прямой к юго-западу от центра муниципалитета Лагодехи. Высота центра — 210 метров над уровнем моря.

## Население
По данным переписи населения 2014 года, в селе проживало 230 человек.
| Год  | Население | Мужчины | Женщины |
| ---- | --------- | ------- | ------- |
| 2002 | 295       | 130     | 165     |
| 2014 | 230       | 117     | 113     |